# Webster Wagner

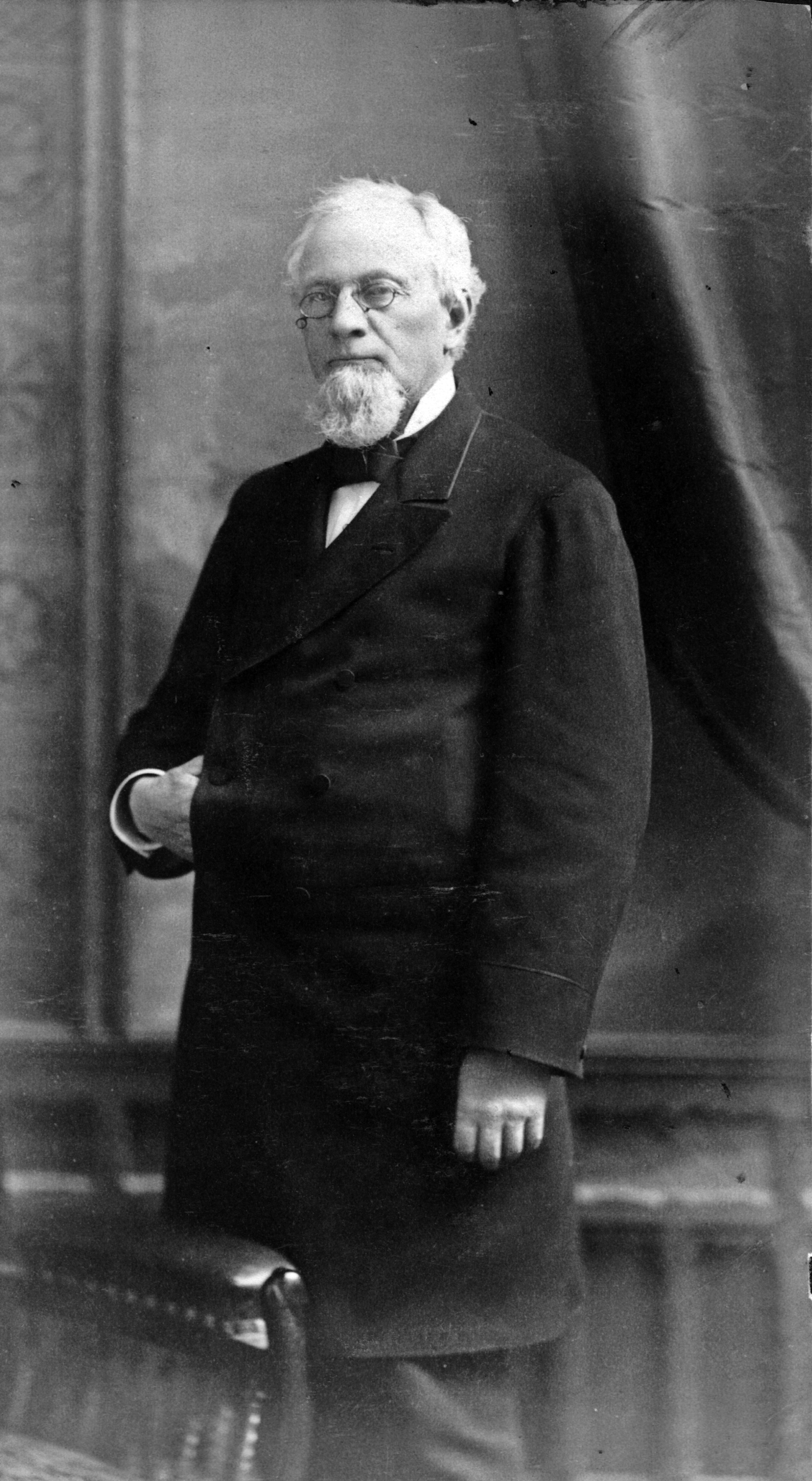
Webster Wagner – die Aufnahme entstand wenige Tage vor seinem Tod

Webster Wagner (* 2. Oktober 1817 bei Palatine Bridge (New York); † 13. Januar 1882 in Spuyten Duyvil, Bronx) war ein US-amerikanischer Eisenbahnunternehmer und Politiker.

## Beruf
Zusammen mit seinem Bruder James baute er eine Fabrik in Palatine Bridge auf, die Eisenbahnwagen herstellte. Das Unternehmen scheiterte 1842, hauptsächlich wegen der Wirtschaftskrise von 1837. In der Folgezeit arbeitete er als Angestellter für die New York Central Railroad (NYC), anfangs als Stationsvorsteher in seiner Heimatstadt Palatine Bridge. Wagner übernahm Aufgaben im Management der Bahn und führte bei der NYC den Schlafwagen und den luxuriösen Großraumwagen ein. Er perfektionierte das System zur Belüftung von Eisenbahnwagen. Seine Erfindungen wurden zunächst bei der NYC eingesetzt, später übernahmen sie auch andere Bahngesellschaften.
In Zusammenarbeit mit dem Eisenbahnmagnaten Cornelius Vanderbilt gründete er die Wagner Palace Car Company mit Sitz in Buffalo. Die Gesellschaft baute und betrieb luxuriös ausgestattete Personenwagen. Sie war damit eine Konkurrenz zur Pullman Palace Car Company.

## Politiker
Webster Wagner war Mitglied der Republikanischen Partei und Abgeordneter im Parlament des Staates New York, 1871 in der State Assembly und von 1872 bis zu seinem Tod in dessen Senat.

## Tod
Webster Wagner kam zwei Wochen nach Beginn seiner sechsten Amtszeit im Senat am 13. Januar 1882 auf dem Rückweg von Albany nach New York City im Eisenbahnunfall von Spuyten Duyvil ums Leben. Dabei stießen zwei Züge der New York Central and Hudson River Railroad bei Spuyten Duyvil, einem Stadtteil der Bronx, New York City, zusammen. Er wurde dabei zwischen zwei Wagen seiner Wagner Palace Car Company zerquetscht.
Dazu wird berichtet, dass sich Webster Wagner im vorletzten Wagen befand und sich mit anderen Abgeordneten unterhielt, als der Zug, mit dem er fuhr, anhielt. Nach dem Halt entschuldigte er sich, um sich im Zug umzusehen, mit den Worten: „These confounded railroads have a passion for smashing up my best cars“ („Diese verflixten Eisenbahnen haben eine Leidenschaft dafür, meine besten Wagen zu zertrümmern“), bevor er in den letzten Wagen ging. Unmittelbar darauf fuhr der folgende Zug in den stehenden Zug hinein. Wie andere der Toten war er bis zur Unkenntlichkeit verbrannt. Er wurde durch eine goldene Uhr mit den Initialen „W.W.“, sein Tagebuch und mehrere Zettel mit den Wahlergebnissen aus seinem Wahlbezirk identifiziert.

## Wissenswert

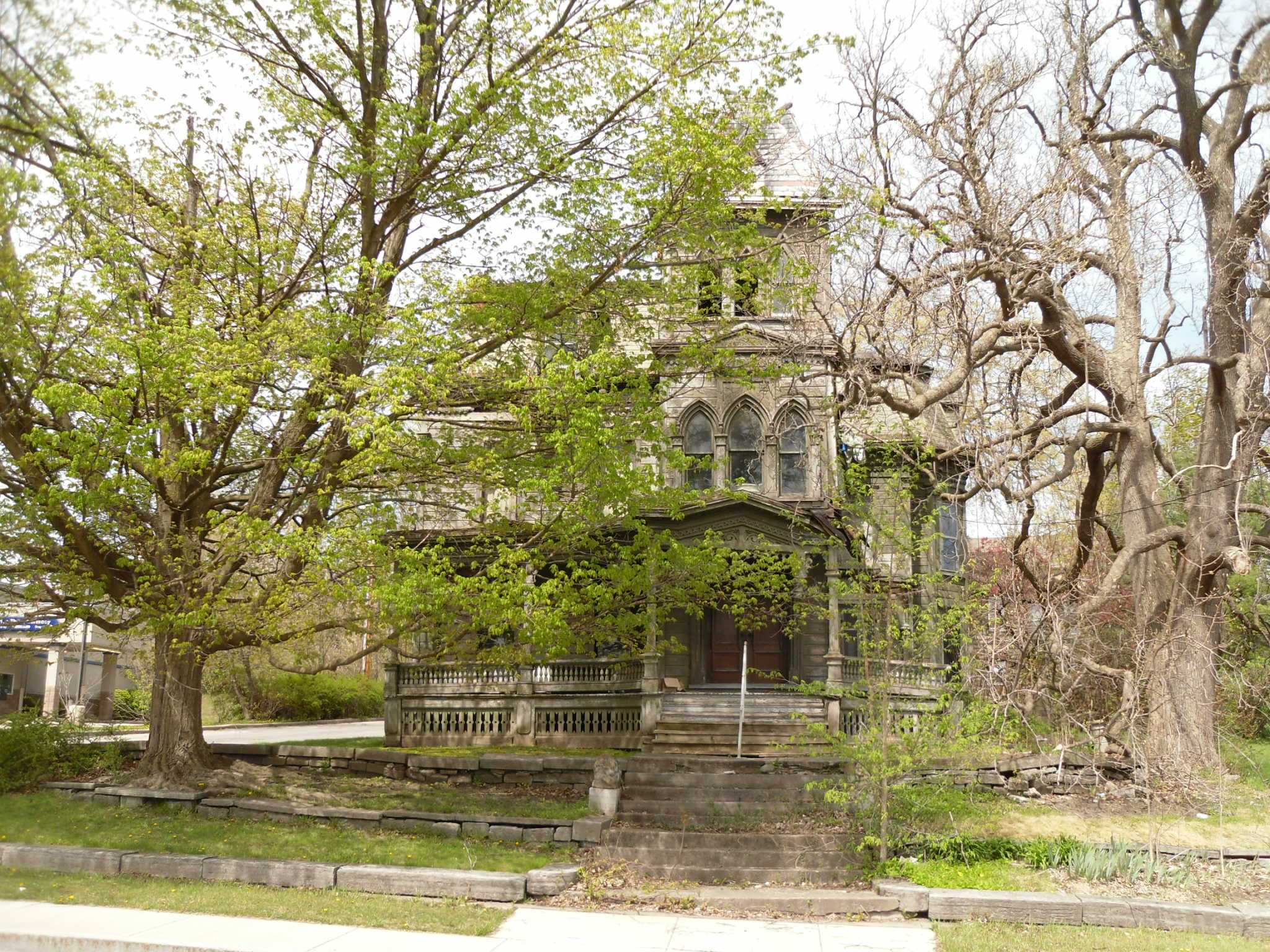
Webster Wagner House in Palatine Bridge

Das Webster Wagner House in Palatine Bridge wurde 1973 in das National Register of Historic Places aufgenommen.

## Familie
Webster Wagner war mit Susan Davis verheiratet. Sie hatten fünf Kinder.